# 原美織
原美織（日語：原美織，1993年9月13日—），日本AV女優。所屬事務所是オフィスBLITZ（舊ベネスプロモーション）。

## 簡歷
出身於東京都。2014年以蘿莉系AV女優的身分出道。
2015年10月成為パラダイステレビ的女播報員。
2017年3月從パラダイステレビ的女播報員畢業。
2017年5月29日加入偶像團體SEXY-J。
2018年加入ギンギン♂ガールズ。

## 人物
初體驗是14歲。興趣是逛咖啡館和跳舞。

## 外部連結
- 原美織オフィシャルブログ （页面存档备份，存于）（2013年10月1日 - ）
- 原美織的X（前Twitter）（2013年10月16日 - ）